# Lega Pro Prima Divisione 2008/2009
Soutěžní ročník Lega Pro Prima Divisione 2008/09 byl 31. ročník třetí nejvyšší italské fotbalové ligy. Soutěž začala 31. srpna 2008 a skončila 21. června 2009. Účastnilo se jí celkem 36 týmů rozdělené do dvou skupin po 18 mužstev. Z každé skupiny postoupil vítěz přímo do druhé ligy, druhý postupující se probojoval přes play off.
Pro následující sezonu nebyly přijaty tyto kluby:
- ACR Messina: v minulé sezóně se umístil na 14. místě ve druhé lize, kvůli finančním problémům hrál v nižší lize.
- ASD Spezia Calcio 2008: v minulé sezóně se umístil na 21. místě ve druhé lize, kvůli finančním problémům hrál v nižší lize.
- Sporting Lucchese: v minulé sezóně se umístil na 8. místě ve skupině B, kvůli finančním problémům hrál v nižší lize.
- US Messese: v minulé sezóně se umístil na 12. místě ve skupině B, kvůli finančním problémům hrál v nižší lize.

Z nižší ligy postoupil ještě navíc klub SPAL 1907. Kluby AC Lecco, Pro Patria Gallaratese G.B. a SS Lanciano které měli z minulé sezoně sestoupit, byli ponechány v soutěži.

## Skupina A
| Poř. | Tým                         | Z  | V  | R  | P  | VG | OG | B  |
| ---- | --------------------------- | -- | -- | -- | -- | -- | -- | -- |
| 1.   | AC Cesena                   | 34 | 17 | 9  | 8  | 42 | 26 | 60 |
| 2.   | Pro Patria Gallaratese G.B. | 34 | 16 | 10 | 8  | 50 | 27 | 58 |
| 3.   | Ravenna Calcio              | 34 | 15 | 11 | 8  | 48 | 36 | 56 |
| 4.   | Calcio Padova               | 34 | 15 | 9  | 10 | 37 | 31 | 54 |
| 5.   | AC Reggiana 1919            | 34 | 14 | 12 | 8  | 34 | 33 | 54 |
| 6.   | SPAL 1907                   | 34 | 14 | 11 | 9  | 38 | 30 | 53 |
| 7.   | Hellas Verona FC            | 34 | 11 | 15 | 8  | 38 | 32 | 48 |
| 8.   | Novara Calcio               | 34 | 11 | 13 | 10 | 36 | 36 | 46 |
| 9.   | US Cremonese                | 34 | 11 | 12 | 11 | 38 | 36 | 45 |
| 10.  | AC Lumezzane                | 34 | 10 | 15 | 9  | 37 | 35 | 45 |
| 11.  | US Pergocrema 1932          | 34 | 10 | 14 | 10 | 28 | 28 | 44 |
| 12.  | Calcio Portogruaro-Summaga  | 34 | 11 | 10 | 13 | 33 | 39 | 43 |
| 13.  | AC Monza Brianza 1912       | 34 | 8  | 14 | 12 | 41 | 48 | 38 |
| 14.  | AC Pro Sesto                | 34 | 9  | 10 | 15 | 34 | 49 | 37 |
| 15.  | AC Lecco                    | 34 | 7  | 14 | 13 | 30 | 35 | 35 |
| 16.  | Sambenedettese Calcio 1923  | 34 | 7  | 11 | 16 | 22 | 36 | 32 |
| 17.  | SSC Benátky 1               | 34 | 8  | 11 | 15 | 35 | 41 | 31 |
| 18.  | AC Legnano                  | 34 | 7  | 9  | 18 | 31 | 54 | 30 |

Poznámky
- Z = Odehrané zápasy; V = Vítězství; R = Remízy; P = Prohry; VG = Vstřelené góly; OG = Obdržené góly; B = Body
- za výhru 3 body, za remízu 1 bod, za prohru 0 bodů.
- 1  SSC Benátky bylo odečteno 4 body.

|  | Přímý postup do Serie B 2009/10                    |
|  | Play off                                           |
|  | Play out                                           |
|  | Přímý sestup do Lega Pro Seconda Divisione 2009/10 |

### Play off
Boj o postupující místo do Serie B.

#### Semifinále
AC Reggiana 1919 – Pro Patria Gallaratese G.B. 4:5, 2:3

Calcio Padova – Ravenna Calcio 1:1, 2:1

#### Finále
Calcio Padova – Pro Patria Gallaratese G.B. 0:0, 2:1
Postup do Serie B 2009/10 vyhrál tým Calcio Padova.

### Play out
Boj o udržení v Lega Pro Prima Divisione.
SSC Benátky – AC Pro Sesto 3:1, 1:1

Sambenedettese Calcio 1923 – AC Lecco 0:0, 0:1
Sestup do Lega Pro Seconda Divisione 2009/10 měli kluby AC Pro Sesto a Sambenedettese Calcio 1923.

## Skupina B
| Poř. | Tým                    | Z  | V  | R  | P  | VG | OG | B  |
| ---- | ---------------------- | -- | -- | -- | -- | -- | -- | -- |
| 1.   | Gallipoli Calcio       | 34 | 20 | 6  | 8  | 55 | 32 | 66 |
| 2.   | Benevento Calcio       | 34 | 18 | 10 | 6  | 49 | 31 | 64 |
| 3.   | FC Crotone             | 34 | 18 | 5  | 11 | 46 | 37 | 59 |
| 4.   | AC Arezzo              | 34 | 15 | 11 | 8  | 56 | 37 | 56 |
| 5.   | US Foggia              | 34 | 14 | 14 | 6  | 44 | 33 | 56 |
| 6.   | SS Cavese 1919         | 34 | 14 | 11 | 9  | 40 | 35 | 53 |
| 7.   | Real Marcianise Calcio | 34 | 10 | 13 | 11 | 32 | 33 | 43 |
| 8.   | Perugia Calcio         | 34 | 11 | 10 | 13 | 33 | 30 | 43 |
| 9.   | Taranto Sport          | 34 | 12 | 6  | 16 | 31 | 41 | 42 |
| 10.  | Ternana Calcio         | 34 | 9  | 15 | 10 | 36 | 34 | 42 |
| 11.  | Sorrento Calcio        | 34 | 10 | 12 | 12 | 37 | 39 | 42 |
| 12.  | Pescara Calcio 1       | 34 | 10 | 13 | 11 | 36 | 45 | 42 |
| 13.  | Paganese Calcio 1926   | 34 | 9  | 14 | 11 | 21 | 29 | 41 |
| 14.  | SS Lanciano            | 34 | 12 | 5  | 17 | 37 | 46 | 41 |
| 15.  | AS Foligno             | 34 | 8  | 11 | 15 | 35 | 45 | 35 |
| 16.  | AC Pistoiese           | 34 | 7  | 12 | 15 | 27 | 42 | 33 |
| 17.  | SS Juve Stabia 2       | 34 | 8  | 10 | 16 | 29 | 40 | 32 |
| 18.  | AS Calcio Potenza 3    | 34 | 7  | 10 | 17 | 24 | 39 | 28 |

Poznámky
- Z = Odehrané zápasy; V = Vítězství; R = Remízy; P = Prohry; VG = Vstřelené góly; OG = Obdržené góly; B = Body
- za výhru 3 body, za remízu 1 bod, za prohru 0 bodů.
- 1  Pescara Calcio byl odečten 1 bod.
- 2  SS Juve Stabia bylo odečteno 2 body.
- 3  AS Calcio Potenza bylo odečteny 3 body. Nakonec přímo nesestoupil.

|  | Přímý postup do Serie B 2009/10                    |
|  | Play off                                           |
|  | Play out                                           |
|  | Přímý sestup do Lega Pro Seconda Divisione 2009/10 |

### Play off
Boj o postupující místo do Serie B.

#### Semifinále
US Foggia – Benevento Calcio 0:0, 2:2

AC Arezzo – FC Crotone 1:2, 4:0

#### Finále
FC Crotone – Benevento Calcio 1:1, 1:0
Postup do Serie B 2009/10 vyhrál tým FC Crotone.

### Play out
Boj o udržení v Lega Pro Prima Divisione.
SS Juve Stabia – SS Lanciano 2:1, 0:1

AC Pistoiese – AS Foligno 2:1, 0:1
Sestup do Lega Pro Seconda Divisione 2009/10 měli kluby SS Juve Stabia a AC Pistoiese.